# 1691 en France
Chronologie de la France
- 1687
- 1688
- 1689
- 1690
- 1691
- 1692
- 1693
- 1694
- 1695

Cette page concerne l’année 1691 du calendrier grégorien.

## Événements
- 5 janvier : première représentation d’Athalie, tragédie de Jean Racine, sans décors, par les élèves de Saint-Cyr, à huis clos, devant le roi et le Dauphin. La pièce est jouée le 22 février devant un petit nombre de membres de la cour, puis est interdite de représentation sous la pression du parti dévot[1].
- 30 janvier : condamnation par le pape de la déclaration du clergé de France[2].

- 26 février : un édit du roi Louis XIV réforme les offices des huissiers-priseurs et des jurés-priseurs[3].

- 12 mars - 5 avril : siège et prise de Nice par Catinat. Louis XIV prend le titre de comte de Nice[4].
- 15 mars - 8 avril : siège et prise de Mons par Luxembourg en présence du roi de France[5].
- 4 juin : le duc de Boufflers bombarde Liège[6] par ordre de Louis XIV, à la suite de la déclaration de guerre du prince-évêque d’Elderen le 19 avril 1689.
- 25 juin - 14 août : campagne du Large de Tourville qui défend les côtes de l’Ouest[7].

- 15 juillet : disgrâce de Louvois qui meurt subitement (16 juillet)[8]. Le 17 juillet, son fils Le Tellier, marquis de Barbezieux lui succède comme secrétaire d’État de la Guerre[9].
- 21 juillet : Louis XIV écrit au maréchal Catinat de continuer à brûler les villages tant que le peuple ne paie pas la contribution[10].
- 24 juillet : le diplomate Arnauld de Pomponne devient secrétaire d’État aux affaires étrangères et inaugure une ligne plus douce dans la négociation. Le duc de Beauvillier devient ministre d’État et entre avec lui au Conseil d’en haut[11].
- 26 juillet : le Dauphin entre au Conseil d’en haut[11].

- 18 septembre : victoire de Luxembourg sur le prince de Waldeck à la bataille de Leuze, près de Tournai[12].

- Récolte médiocre. Hausse du prix du blé. Misère accrue en Limousin et en Bourgogne[13].